# Kasteel van Rastignac
Het Kasteel van Rastignac (Frans: Château de Rastignac) is een kasteel in de Franse gemeente La Bachellerie.

## Witte Huis
Het kasteel is vooral bekend omdat het veel gelijkenissen vertoont met het Witte Huis, de ambtswoning van de president van de Verenigde Staten. Er is nog weinig bekend over de oorsprong van dit kasteel. Maar beide gebouwen lijken elkaar geïnspireerd te hebben in de bouw. Zo is het Witte Huis ouder dan Kasteel Rastignac, maar de pilaren zijn pas later toegevoegd. Mogelijk zou Thomas Jefferson zich hebben laten inspireren door de bouwtekeningen van dit gebouw.

## Eigendom
Het kasteel is sinds 2000 in handen van zeven families die samen bezig zijn met de renovatie en onderhoud van dit kasteel.